# Hârtop (gmina)
Hârtop – gmina w Rumunii, w okręgu Suczawa. Obejmuje tylko jedną miejscowość Hârtop. W 2011 roku liczyła 2269 mieszkańców.